# Intrinsics
Intrinsics (також відома, як Xt для X toolkit) -- бібліотека, що використовується в X Window System. Більш точно, це бібліотека, котра використовує низькорівневі функції бібліотеки Xlib і забезпечує більш дружній (об'єктно-орієнотовано-подібний) API для розробки програмного забезпечення X11 з графічними віджетами. Може використовуватись в С та С++.
Низькорівнева бібліотека Xlib надає функції для прямого зв'язку із сервером X11, однак, не забезпечує жодної функції для реалізації графічних віджетів, котрі застосовуються у графічних користувацьких інтерфейсах, на кшталт, кнопок, меню тощо. Деякі об'єкти називають віджетами. Бібліотека Xt надає можливість для створення і використання типів віджетів, однак, не надає жодних специфічних віджетів. Специфічні віджети реалізовуються іншими бібліотеками, котрі використовують Xt, наприклад, Xaw та Motif.
Програміст, наприклад, може використовувати бібліотеку Xt для створення і використання нового типу віджету, наприклад, подвійну кнопку. Відтоді, як програмне забезпечення з графічним користувацьким інтерфейсом почали широко використовувати такі стандартні віджети, як кнопки, меню тощо, вони використовують бібліотеки, на кшталт, Xaw та Motif, які забезпечують їх відповідними віджетами, замість того, щоб самим реалізовувати їх за допомогою Xt.